# Nordea
Nordea Bank Abp er en finsk bank- og finanskoncern med betydelig tilstedeværelse i de nordiske lande og Østersøregionen. Hovedsædet var oprindeligt i Stockholm, men er siden blevet flyttet til Helsinki, Virksomheden beskæftiger sig med aktiviteter inden for tre forretningsområder: Retail Banking, Corporate and Institutional Banking og Asset Management & Life. Frank Vang-Jensen tiltrådte som koncernchef i september 2019. I oktober 2019 har Nordea ca. 29.500 ansatte.
Nordea fortsætter med at låne milliarder til olieselskaber, der søger nye oliekilder, hvilket går imod internationale anbefalinger og Paris-aftalens målsætninger. Siden 2017 har banken lånt over 26 milliarder kroner ud til denne sektor, herunder til det norske selskab Aker BP, som borer efter olie i Arktis. Dette står i kontrast til Danske Bank, der har stoppet lån til olieselskaber og tilpasset sig klimavidenskabens anbefalinger.

## Historie
Selskabet blev grundlagt i 1998 ved fusion af finske Merita Bank og svenske Nordbanken under navnet MeritaNordbanken. I marts 2000 annonceredes fusionen med danske Unibanks moderselskab, Unidanmark. Senere fusioneres også med norske Christiania Bank. Selskabet havde i en overgangsperiode navnet Nordic Baltic Holding, indtil det nuværende navn, Nordea, blev valgt i oktober 2000. Navnet Nordea er en sammentrækning af Nordic Ideas.
Den danske bankforretning, Nordea Bank Danmark A/S, købte i august 2009 den sunde del af Fionia Bank af det statsejede Finansiel Stabilitet for 900 mio. kr.
I en svensk hackingsag fra 2013 hvor Gottfrid Svartholm var tiltalt, havde gerningsmænd brudt ind i Nordeas hovedcomputer i Danmark og overført penge fra konti ejet af Odense Kommune, fagforbundet BUPL og et af Nets datterselskaber.
I 2017 meddelte Nordea, at banken vil indføre en chatrobot, der skal tale med kunder.

## Danmark
Nordea gik ind på det danske marked i år 2000 ved en fusion mellem Unibank og MeritaNordbanken. I flere år drev de virksomhed igennem datterselskabet Nordea Bank Danmark. Siden 2001 har de benyttet navnet Nordea og i dag driver de bank igennem filialen Nordea Danmark.